# Knodus
Knodus és un gènere de peixos de la família dels caràcids i de l'ordre dels caraciformes.

## Taxonomia
- Knodus albolineatus (Holly, 1929)
- Knodus borki (Zarske, 2008)[2]
- Knodus breviceps (Eigenmann, 1908)[3]
- Knodus caquetae (Fowler, 1945)
- Knodus chapadae (Fowler, 1906)[4]
- Knodus delta (Géry, 1972)[5]
- Knodus gamma (Géry, 1972)[5]
- Knodus geryi (Lima, Britski & Machado, 2004)[6][7]
- Knodus heteresthes (Eigenmann, 1908)
- Knodus longus (Zarske & Géry, 2006)[8]
- Knodus megalops (Myers, 1929)
- Knodus meridae (Eigenmann, 1911)[9]
- Knodus mizquae (Fowler, 1943)
- Knodus moenkhausii (Eigenmann & Kennedy, 1903)
- Knodus orteguasae (Fowler, 1943)[10]
- Knodus pasco (Zarske, 2007)[11]
- Knodus savannensis (Géry, 1961)[12][13]
- Knodus septentrionalis (Géry, 1972)[5]
- Knodus shinahota (Ferreira & Carvajal, 2007)[14]
- Knodus smithi (Fowler, 1913)[15]
- Knodus tiquiensis (Ferreira & Lima, 2006)[16]
- Knodus victoriae (Steindachner, 1907)[17][18][19][20][21][22][23][24]